# Josep Lleal Riambau
Josep Lleal Riambau (Badalona, 1937) és un empresari català, que va ser president adjunt del Club Joventut Badalona entre els anys 1978 i 1980.
Soci des de petit del Club Joventut Badalona, va defensar els colors verd-i-negres del club des dels 14 fins als 21 anys en la secció d'hoquei patins. L'any 1978 va ser proposat per Antoni Mas Vilalta, president sortint de la Penya, per a presidir el club, envoltat de gent de confiança com Josep Maria Puente o Santiago March, ex-alcalde de badalona, que seria la persona que l'acabaria substituint en el càrrec dos anys més tard. Va fer tàndem amb Joan Rosàs al capdavant del club. Tots dos van dimitir al finalitzar la temporada 1979-80 degut a mala situació econòmica.